# يانغ شين
يانغ شين (بالصينية: 杨鑫) (25 يناير 1994 في الصين - ) هو لاعب كرة قدم صيني في مركز الوسط. لعب مع غوانغجو إفرغراند تاوباو.

## وصلات خارجية
- يانغ شين على موقع قاعدة بيانات كرة القدم.إي يو (الإنجليزية)
- يانغ شين على موقع Soccerway.com (الإنجليزية)